# PCK 정유공장
PCK 정유공장(독일어: PCK Raffinerie GmbH, 과거 명칭 VEB Petrolchemisches Kombinat Schwedt)은 독일 브란덴부르크주 우커마르크군 슈베트에 있는 정유 공장이다. 베를린과 브란덴부르크주 석유 수요의 95%를 공급하며, 휘발유, 경유, 항공유, 난방유를 정제한다. 독일 전체에서의 시장 점유율은 약 10%이다. 1991년까지는 명칭의 약자가 Petrolchemisches Kombinat(석유화학 콤비나트)였으며, 1991년부터 1996년까지는 Petrolchemie und Kraftstoffe(석유화학 및 연료)를 의미했다.

## 역사

### 창립과 독일 통일

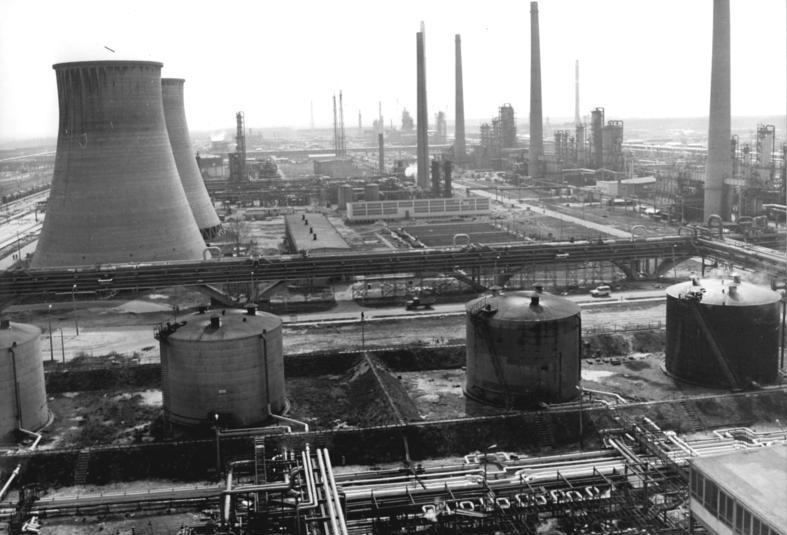
1981년

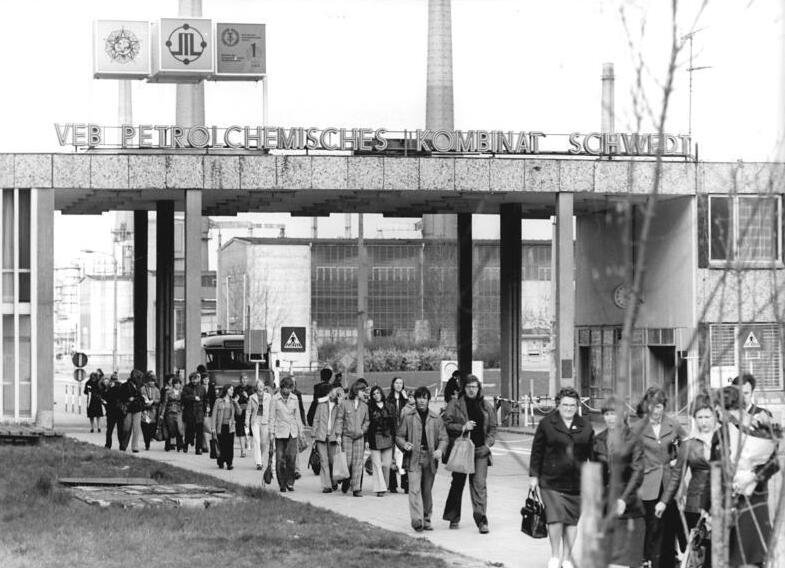
공장 주출입구

1958년에 동독 지도부는 1차 산업 확충을 의결했으며 슈베트에 정유공장 건설을 의결했다. 정유공장 건설과 동시에 당시 경제상호원조회의 국가에서 석유를 공급받는 드루즈바 파이프라인과 연결되었다. 1960년 11월 11일에 공장 착공식이 개최되었다. 1964년 4월 1일 EVW 슈베트(Erdölverarbeitungswerk)라는 이름으로 공장이 개업했고, 1966년 5월부터는 슈타트슈파카세 슈베트(Stadtsparkasse Schwedt)의 지점이 개설되었다.
EVW 슈베트는 동독의 주요 석유화학 제품 공급자였다. 1970년 12월 30일에는 콤비나트 체제 도입에 따라서 VEB Petrolchemisches Kombinat(PCK)로 개칭되었고 로이나 공장 다음으로 중요한 동독의 석유화학 산업 기지로 성장했다. 1960년대 중반부터 1980년대 초반까지는 섬유 원사, 농업용 비료, 화학 산업 원료 등을 추가로 생산했다. 1970년대 초반에는 세제 생산을 위한 원료 생산 공정이 건설되었다. 이후에는 디젤 연료 및 사료용 단백질 생산 공장이 건설되었다. 1972년에는 폴리우레탄 재질 가구 생산이 시작되었고, 약 10년 후에 가구 생산은 중단되었다. 1983년에는 가정용 석유화학 제품 및 가죽용 세정제 생산이 시작되었다.
1970년대 오일 쇼크 시기에는 정유공장의 생산 효율성 개선이 촉구되었다. 1977년 일본 도요엔지니어링에서 탄화수소 분해 및 방향족 생산 공정(Spalt- und Aromatenkomplex, SAK) 도입 계약을 체결했다. 이를 통해서 탄화수소 변환 공정에 진입했고 중유 및 역청 생산 대신 경유, 난방유, 가솔린 생산을 증가시킬 수 있었다. 연료 및 벤젠 등 방향족 탄화수소는 서방 국가로 대량 수출을 통해서 외화 획득에 기여했다. 여기에서 생산된 연료는 파이프라인을 통해서 베를린 근교의 베르노이헨에 있는 저유고로 운반되었고, 서베를린을 포함한 베를린 광역권에 공급되었다. 당시 유럽에서 가장 근대화된 공정이 있었다고 평가되었다.
1978년에는 탄화수소 분해 및 방향족 생산 공정 외에도 사료용 단백질 공장이 건설되었다. 이를 위해서 추가로 2000명을 고용했으나, 당시 동독 정부에서 노동자를 공급하지 못했기 때문에 PCK 자체적으로 노동자를 모집했다.
1980년대에는 생산 부산물 최소화 작업이 시작되었다. 1984년에는 비스브레이커(Visbreaker), 1988년에는 흑색 부산물 최소화를 위한 HSC 데수스 공정(HSC-Desus-Komplex)이 가동을 시작했다. HSC(High Conversion Soaker Cracker) 열분해 공정은 세계에 그 숫자가 드물다. 1980년대 말에는 연간 원유 1000만 톤을 처리할 수 있었고, 전체 고용 인원은 8000명 이상이었다. 동독의 다른 콤비나트와 비슷하게 자체적인 직원 휴양소를 운영하고 있었다. 펜츨린의 펜츨린호 근처에 호텔 제호프(Seehof)를 공장 직영으로 운영했다. 1996년에는 사실주의-사회주의적 예술상을 수상했다.
1990년 6월 콤비나트가 해체되었고 독일 통일 과정에서 신탁청을 통한 민영화 작업으로 등기부에 Petrolchemie und Kraftstoffe AG로 등록되었다. 1991년 6월에는 VEBA, DEA, Agip, Elf, 토탈의 컨소시엄에 매각되었다. 1996년에는 주식회사(AG)에서 유한회사(GmbH)로 변경되었다. 2010년에는 베네수엘라 석유 기업 PDVSA에서 참여하고 있었던 베네수엘라 국외 석유회사의 지분을 로스네프트에 매각했고, 이 과정에서 PCK 슈베트의 지분 37.5%가 로스네프트 소유가 되었다.

### 로스네프트와 신탁 관리
PCK Raffinerie GmbH의 주주는 로스네프트(54.17%), 로열 더치 쉘(37.5%), Eni(8.33%)이다. 로스네프트는 2015년과 2016년에 토탈과 BP의 지분을 인수했다. 로스네프트는 2021년에 우선매수청구권을 사용하여 쉘의 지분을 인수하고 91.67%를 차지한 최대주주가 되기로 결정했다. 이 과정은 독일 연방경제기후보호부의 동의를 구해야 했다. 2022년 2월 21일에 독일 연방독점청은 로스네프트의 지분 인수를 허가했으며, 연방경제부에서는 대외경제법(Außenwirtschaftsgesetz)에 의한 독일의 안보에 영향을 주는지에 대한  투자자 검증 절차를 시작했다.
2022년 러시아의 우크라이나 침공에 따라서 2022년 9월 16일 연방정부에서는 정유공장의 운영 안보 확보를 위해서 2023년 3월까지 로스네프트의 독일 지사 Rosneft Deutschland, RN Refining & Marketing을 연방네트워크청을 통하여 직접 관리하기로 결정했다. 로스네프트는 이 조치에 이의를 제기했다. 쉘의 우선매수청구권은 이 과정에서 만료된 것으로 간주되었고, 지분을 매각할 의사를 가지고 있었기 때문에 폴란드의 석유회사인 PKN 오를렌에서 쉘의 지분 인수에 관심을 가지고 있었다. 오를렌은 독일 내에서 석유 소매업을 영유하고 있으며 주유소 약 580곳을 운영하고 있다. 독일 연방행정법원은 로스네프트의 소를 기각했으며, 연방정부에서는 로스네프트 지분의 위탁 관리를 2023년 3월 15일에 추가로 6개월 더 연장했다.
2023년 1월 1일부터 독일의 러시아산 석유 금수 조치에 의하여, EU 전체적인 러시아산 석유 금수 조치 이전에 로스토크항에서 슈베트로 연결되는 석유 파이프라인을 건설했다. 2023년부터 그단스크항으로 공급된 원유가 슈베트로 공급되며, 폴란드는 PCK의 로스네프트 지분 압류 및 파이프라인 운영 참가를 기대하고 있다. 한편 기존의 드루즈바 파이프라인을 통해서는 카자흐스탄산 원유가 공급된다.

## 참고 문헌
- Heike Knortz: Innovationsmanagement in der DDR 1973/79–1989. Der sozialistische Manager zwischen ökonomischen Herausforderungen und Systemblockaden, Verlag Duncker & Humblot, Berlin 2004.
- Gerd Bukowski, Heinz Limmer: Vom Vorzeigebetrieb zur Spitzenraffinerie: Die Geschichte der Erdölraffinerie in Schwedt/Oder. Steckovics Verlag, 2011, ISBN 978-3-89923-282-0.